# 9235 Shimanamikaido
9235 Shimanamikaido eller 1997 CT21 är en asteroid i huvudbältet som upptäcktes den 9 februari 1997 av den japanska astronomen Akimasa Nakamura vid Kuma Kogen-observatoriet. Den är uppkallad efter den tullbelagda japanska väggen Shimanamikaido.